# Mayahi
Mayahi (auch: Mayayi) ist eine Stadtgemeinde und der Hauptort des gleichnamigen Departements Mayahi in Niger.

## Geographie

### Lage und Gliederung

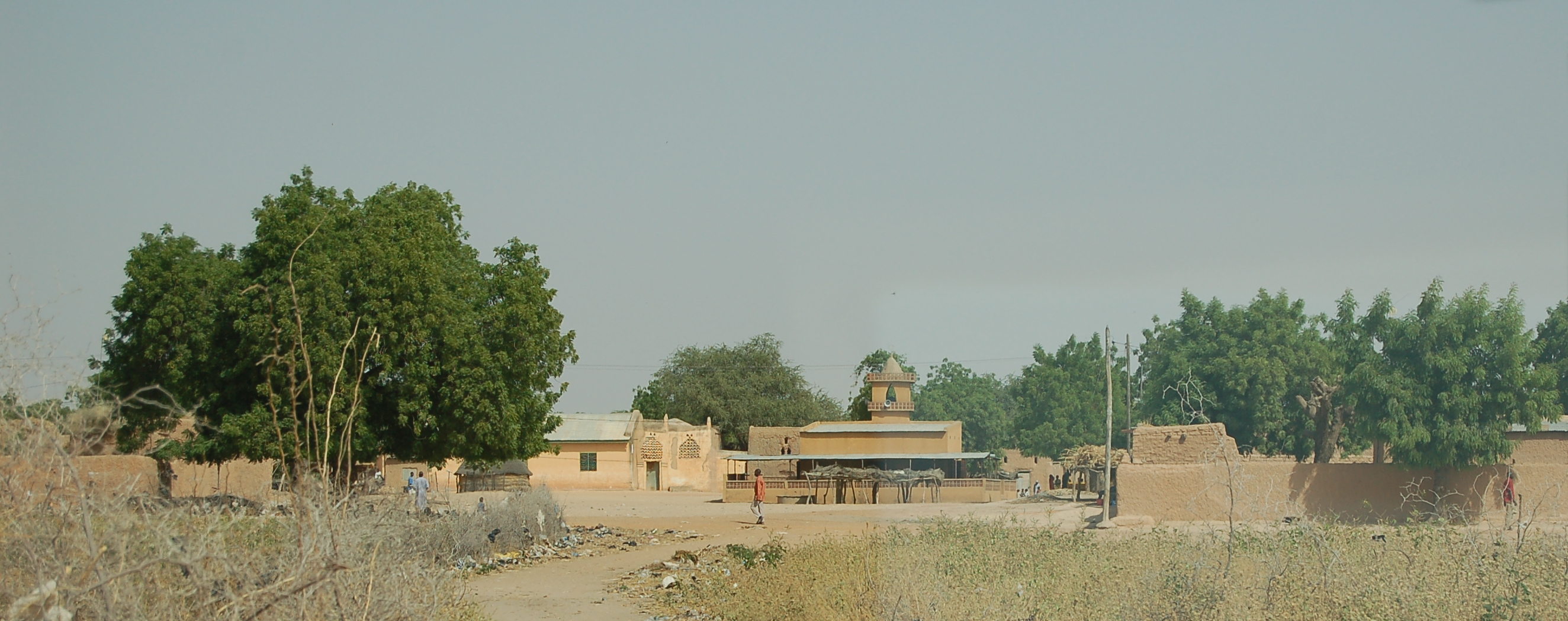
Blick auf Mayahi (2007)

Mayahi liegt in der Sahelzone. Die Nachbargemeinden sind Tchaké im Norden, El Allassane Maïreyrey im Nordosten, Issawane im Osten, Kanan-Bakaché im Südosten, Aguié im Süden, Sarkin Haoussa im Südwesten und Attantané im Nordwesten. Durch Mayahi verläuft das Trockental Goulbi N’Kaba.
Die Gemeinde Mayahi besteht aus einem urbanen und einem ländlichen Gemeindegebiet. Das urbane Gemeindegebiet ist in acht Stadtviertel gegliedert. Diese heißen Guidan Karo, Hôpital de District, Mayahi Saboua, Mayahi Safou, Mayahi Sofoua, Mayahi Zongo, Sabon Gari und Zongo Guidan Issa. Bei den Siedlungen im ländlichen Gemeindegebiet handelt es sich um 54 Dörfer, 63 Weiler und 26 Lager.

### Klima
In Mayahi herrscht trockenes Wüstenklima vor. Die Niederschlagsmessstation im Stadtzentrum liegt auf 400 m Höhe und wurde 1959 in Betrieb genommen.
|                        | Jan  | Feb  | Mär  | Apr  | Mai  | Jun  | Jul  | Aug  | Sep  | Okt  | Nov  | Dez  |   |      |
| Mittl. Temperatur (°C) | 21,1 | 24,3 | 28,2 | 31,6 | 32,5 | 31,7 | 29,0 | 27,1 | 28,9 | 29,5 | 26,2 | 22,0 | ⌀ | 27,7 |
| Mittl. Tagesmax. (°C)  | 29,3 | 32,8 | 36,7 | 39,6 | 39,6 | 38,0 | 34,3 | 31,7 | 35,0 | 36,9 | 34,2 | 30,1 | ⌀ | 34,8 |
| Mittl. Tagesmin. (°C)  | 13,4 | 16,1 | 19,2 | 22,5 | 24,6 | 25,7 | 24,4 | 23,2 | 23,6 | 22,1 | 18,3 | 14,3 | ⌀ | 20,6 |
|                        |      |      |      |      |      |      |      |      |      |      |      |      |   |      |
| Niederschlag (mm)      | 0    | 0    | 0    | 0    | 8    | 16   | 60   | 110  | 40   | 4    | 0    | 0    | Σ | 238  |
|                        |      |      |      |      |      |      |      |      |      |      |      |      |   |      |
| Sonnenstunden (h/d)    | 10,3 | 10,5 | 10,8 | 11,2 | 11,5 | 11,5 | 10,3 | 8,8  | 10,5 | 10,6 | 10,3 | 10,2 | ⌀ | 10,5 |
|                        |      |      |      |      |      |      |      |      |      |      |      |      |   |      |
| Regentage (d)          | 0    | 0    | 0    | 0    | 1    | 3    | 8    | 10   | 5    | 1    | 0    | 0    | Σ | 28   |
|                        |      |      |      |      |      |      |      |      |      |      |      |      |   |      |
| Luftfeuchtigkeit (%)   | 17   | 12   | 10   | 13   | 25   | 41   | 59   | 71   | 57   | 25   | 17   | 18   | ⌀ | 30,5 |

| 13,4 |

| 16,1 |

| 19,2 |

| 22,5 |

| 24,6 |

| 25,7 |

| 24,4 |

| 23,2 |

| 23,6 |

| 22,1 |

| 18,3 |

| 14,3 |

| 13,4 |

| 16,1 |

| 19,2 |

| 22,5 |

| 24,6 |

| 25,7 |

| 24,4 |

| 23,2 |

| 23,6 |

| 22,1 |

| 18,3 |

| 14,3 |

| N i e d e r s c h l a g | 0   | 0   | 0   | 0   | 8   | 16  | 60  | 110 | 40  | 4   | 0   | 0   |
|                         | Jan | Feb | Mär | Apr | Mai | Jun | Jul | Aug | Sep | Okt | Nov | Dez |

## Geschichte

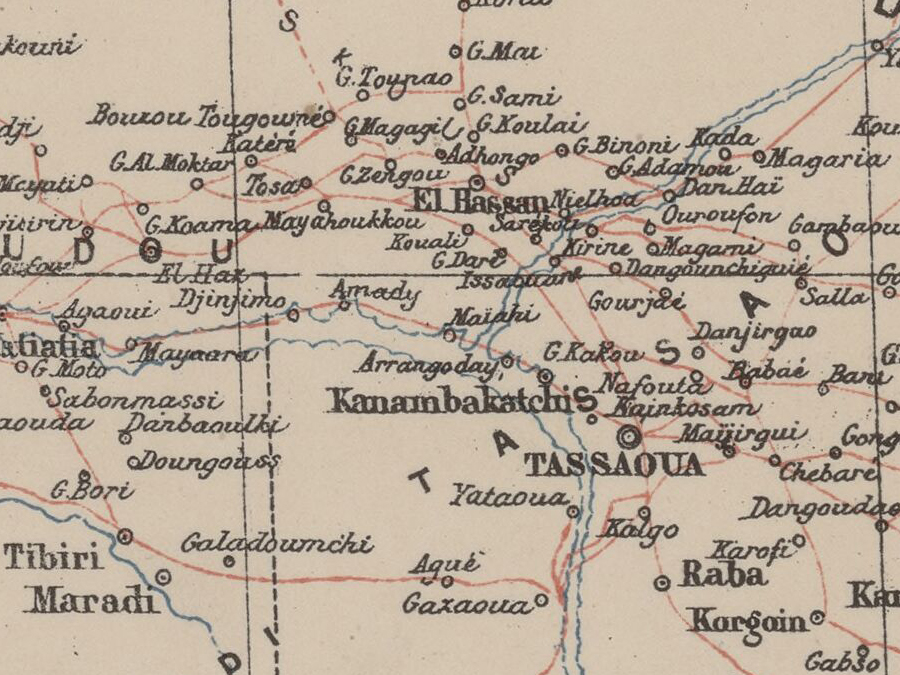
Ausschnitt einer Karte von 1903 mit Mayahi (Maïahi) im Zentrum

Der Ort ist nach seinem ersten Herrscher Mayahi benannt. Vor der Ankunft der Franzosen an der Wende vom 19. zum 20. Jahrhundert gehörte Mayahi zum unabhängigen Staat Gobir. Der britische Reiseschriftsteller A. Henry Savage Landor besuchte die Dörfer Mayahi, Digaba und Gamouza 1906 im Rahmen seiner zwölfmonatigen Afrika-Durchquerung. Die französische Verwaltung richtete Anfang des 20. Jahrhunderts einen Kanton in Mayahi ein, dem 1924 der aufgelöste Kanton El Moctar angeschlossen wurde. Die 236 Kilometer lange Piste für Reiter zwischen den Orten Madaoua und Tessaoua, die durch Mayahi führte, galt in den 1920er Jahren als einer der Hauptverkehrswege in der damaligen Kolonie.
Mayahi war neben N’Guigmi die zweite Stadt in Niger, in der der Kapitalentwicklungsfonds der Vereinten Nationen ab Ende 2000 ein Projekt zur Schaffung einer dezentralen lokalen Verwaltung durchführte. Das Projekt umfasste unter anderem die Überwachung informeller Wahlen und informelle „Schattenregierungen“, um den Aufbau funktionierender offizieller kommunaler Gremien vorzubereiten. Im Jahr 2002 wurde im Zuge einer landesweiten Verwaltungsreform das Gebiet des Kantons Mayahi auf die Gemeinden Mayahi sowie Attantané, Guidan Amoumoune (einschließlich des Dorfs El Moctar) und Sarkin Haoussa aufgeteilt.

## Bevölkerung

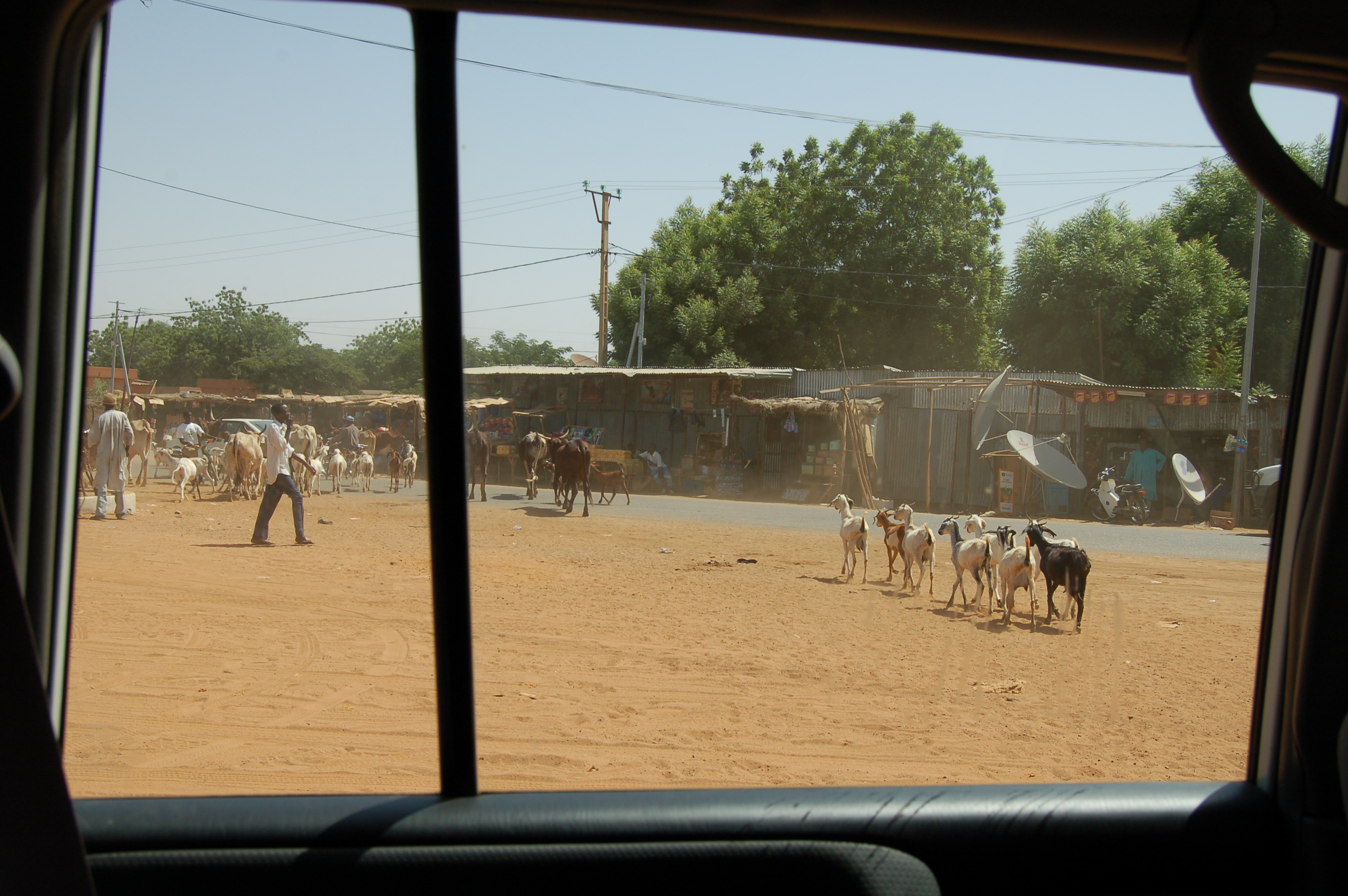
Menschen und Vieh in Mayahi, gesehen durch ein Autofenster (2007)

Bei der Volkszählung 2012 hatte die Stadtgemeinde 90.540 Einwohner, die in 10.569 Haushalten lebten. Bei der Volkszählung 2001 betrug die Einwohnerzahl 67.544 in 8597 Haushalten.
Das urbane Gemeindegebiet hatte bei der Volkszählung 2012 13.157 Einwohner in 8757 Haushalten, bei der Volkszählung 2001 9774 in 1433 Haushalten und bei der Volkszählung 1988 5724 in 768 Haushalten. Bei der Volkszählung 1977 waren es 3292 Einwohner.
In ethnischer Hinsicht ist die Gemeinde ein Siedlungsgebiet von Gobirawa, Azna, Kanuri und Tuareg.

## Politik und Justiz
Der Gemeinderat (conseil municipal) hat 22 gewählte Mitglieder. Mit den Kommunalwahlen 2020 sind die Sitze im Gemeinderat wie folgt verteilt: 7 PNDS-Tarayya, 3 MODEN-FA Lumana Africa, 3 RPP-Farilla, 2 CDS-Rahama, 2 CPR-Inganci, 2 MPR-Jamhuriya, 1 MPN-Kiishin Kassa, 1 PNA-Al’ouma und 1 RPD-Bazara.
Jeweils ein traditioneller Ortsvorsteher (chef traditionnel) steht an der Spitze der 54 Dörfer im ländlichen Gemeindegebiet.
Die Stadt ist der Sitz eines Tribunal d’Instance, eines der landesweit 30 Zivilgerichte, die unterhalb der zehn Zivilgerichte der ersten Instanz (Tribunal de Grande Instance) stehen. Die Haftanstalt Mayahi hat eine Aufnahmekapazität von 250 Insassen.

## Wirtschaft und Infrastruktur

### Wirtschaft
Die Stadt liegt in einer Zone, in der Regenfeldbau betrieben wird. In Mayahi gibt es einen Viehmarkt. Der Markttag ist Montag. Das staatliche Versorgungszentrum für landwirtschaftliche Betriebsmittel und Materialien (CAIMA) unterhält eine Verkaufsstelle im Stadtzentrum. In Mayahi wird ein lokaler Bürgerhörfunk (radio communautaire) betrieben.

### Gesundheit und Bildung
Im Stadtzentrum gibt es ein Distriktkrankenhaus und ein über ein eigenes Labor und eine Entbindungsstation verfügendes Gesundheitszentrum des Typs Centre de Santé Intégré (CSI). Weitere Gesundheitszentren dieses Typs, jedoch jeweils ohne eigenes Labor und Entbindungsstation, sind in den ländlichen Siedlungen Guidan Tawayé und Koren Habdjia vorhanden.
Allgemein bildende Schulen der Sekundarstufe sind der CEG FA Mayahi, der CES Mayahi und der im Dorf Koren Habdjia gelegene CEG Koren Habdjia. Das Kürzel CEG steht dabei für Collège d’Enseignement Général und das Kürzel CES für Collège d’Enseignement Secondaire. Als CEG FA wird ein Collège d’Enseignement Général des Typs Franco-Arabe bezeichnet, das einen Schwerpunkt auf die arabische zusätzlich zur französischen Sprache aufweisen. Beim Collège d’Enseignement Technique de Mayahi (CET Mayahi) handelt es sich um eine technische Fachschule. Das Berufsausbildungszentrum Centre de Formation aux Métiers de Mayahi (CFM Mayahi) bietet Lehrgänge in familiärer Wirtschaft und Land-, Forst- und Weidewirtschaft an.

### Verkehr
Durch die Gemeinde, unter anderem durch das urbane Zentrum, verläuft die Nationalstraße 19 zwischen Tchadoua und Belbédji. Sie kreuzt im Dorf Kotaré die Nationalstraße 37 zwischen Kornaka und Tessaoua. Außerdem zweigt hier die 48,7 Kilometer lange Landstraße RR4-006 nach Aguié ab.

## Persönlichkeiten
- Chaïbou Néino (1964–2020), Museumsleiter; geboren im Dorf Guidan Tawayé im Gemeindegebiet von Mayahi
- Boukary Sabo (1924–2022), Politiker; geboren im Dorf Dan Amaria im Gemeindegebiet von Mayahi